# Крещенца

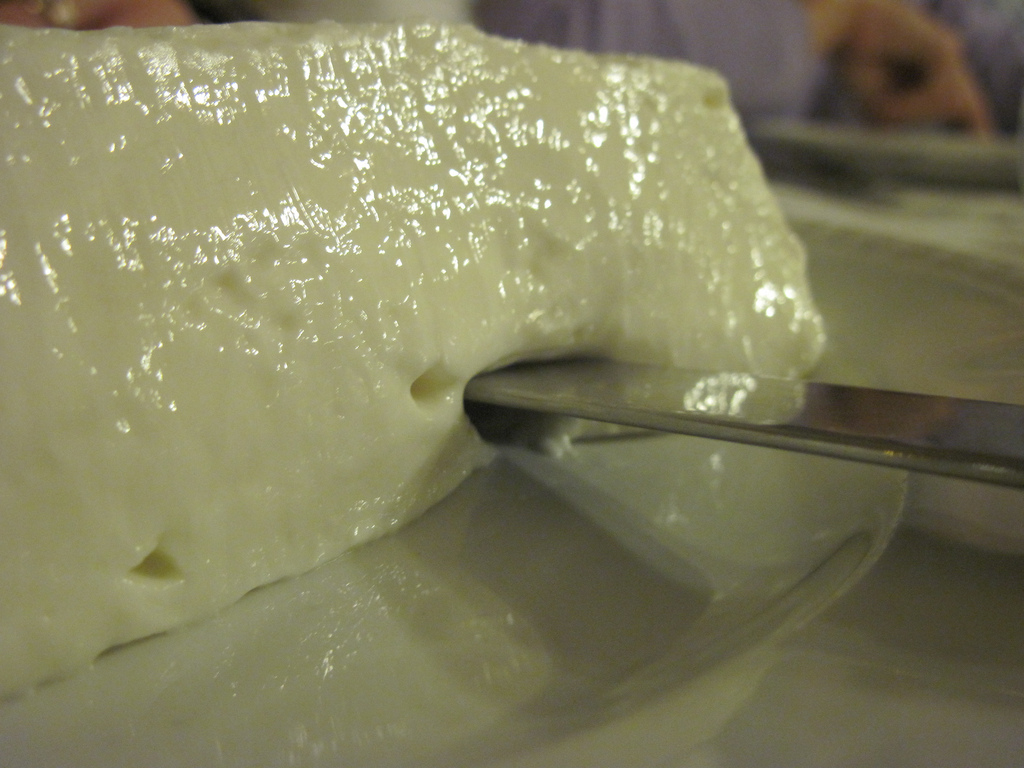
Сир Крещенца

Крещенца (італ. crescenza), або Страккіно (італ. stracchino) — італійський м'який сир з коров'ячого молока. Назва італ. «stracco» переводиться з ломбардського діалекту як «втомлений». Назву страккіно у Італії мають декілька різних м'яких сирів, які виробляються за подібною технологією, але мають різні строки витримки (сир Таледжіо теж належить до цього сімейства сирів).

## Зона виробництва
Крещенца є типовим для регіону Ломбардія. Також виробляється у регіонах П'ємонт та Венето.

## Історія
Сир має, дуже давню історію, деякі джерела свідчать, що його виробляють у передгірних районах Ломбардії з ХІ–ХІІ сторіччя. Раніше сир виробляли з молока корів, які восени повернулись у долини з гірських пасовищ. Ймовірно тому сир отримав таку назву. У наш час завдяки новим технологіям сир виробляють протягом всього року.

## Технологія виробництва
Молоко нагрівають до 30–32 °C, а згортають протягом 20–40 хвилин за допомогою сичужного ферменту. Після цього утворюється згусток, який розбивають на шматочки розміром з ліщиновий горіх. Сироватку видаляють і витримують сир у формах приблизно півтори доби при температурі 20 °C та вологості 90 %. Після цього крещенцу витримують кілька діб при температурі 6–7 °C та вологості 75 %. За цей час сир набуває характерного смаку та аромату.

## Характеристика сиру
Сир має м'яку, кремоподібну текстуру з рівномірною, маслянистою консистенцією, тверда шкірочка дуже тонка, білого кольору або зовсім відсутня. Смак м'який, вершковий з легкою кислинкою, трохи терпкий. Сир має форму паралелепіпеда, вага коливається від 250 г до 1 кг.

## Вживання
Вживають як самостійну страву, з хлібом, руколою та оливковою олією (або намазуючи сир на хліб). Також використовують при приготуванні страв — ризото, поленти, пасти, соусів.